# Phyllanthus balansae
Phyllanthus balansae är en emblikaväxtart som beskrevs av Lucien Beille. Phyllanthus balansae ingår i släktet Phyllanthus och familjen emblikaväxter.
Artens utbredningsområde är Vietnam. Inga underarter finns listade i Catalogue of Life.